# Lomas del Mar
Lomas del Mar är en ort i Mexiko.   Den ligger i kommunen Tijuana och delstaten Baja California, i den nordvästra delen av landet, 2 300 km nordväst om huvudstaden Mexico City. Lomas del Mar ligger 233 meter över havet och antalet invånare är 649.
Terrängen runt Lomas del Mar är kuperad åt nordost, men åt sydväst är den platt. Havet är nära Lomas del Mar åt sydväst. Runt Lomas del Mar är det tätbefolkat, med 913 invånare per kvadratkilometer. Närmaste större samhälle är Tijuana, 7,9 km nordost om Lomas del Mar. Omgivningarna runt Lomas del Mar är i huvudsak ett öppet busklandskap.